# Annecy-le-Vieux
Annecy-le-Vieux este o comună în departamentul Haute-Savoie din sud-estul Franței. În 2009 avea o populație de 19.797 de locuitori.

## Evoluția populației
| An        | 1975   | 1982   | 1990   | 1999   | 2006   | 2009   |
| --------- | ------ | ------ | ------ | ------ | ------ | ------ |
| Populație | 13.537 | 14.054 | 17.520 | 18.885 | 19.848 | 19.797 |